# Männikkösaari (ö i Mellersta Finland)
Männikkösaari är en ö i Finland. Den ligger i sjön Pääjärvi och i kommunen Karstula i den ekonomiska regionen  Saarijärvi-Viitasaari och landskapet Mellersta Finland, i den centrala delen av landet, 300 km norr om huvudstaden Helsingfors. Öns area är 4,8 hektar och dess största längd är 360 meter i nord-sydlig riktning.